# Organización político-territorial de Tovar
Nuestra Señora de Regla de Tovar o simplemente Tovar es una ciudad venezolana, capital del municipio Tovar del Estado Mérida y de la subregión merideña del Valle del Mocotíes, ubicada al sur oeste del estado Mérida a una altitud de 952 msnm; siendo un punto importante en el desarrollo económico, tecnológico, cultural, turístico y deportivo del estado. Después de la ciudad de Mérida, El Vigía y Ejido, Tovar la cuarta ciudad más importante del estado, por ser la punta de lanza de la zona del Valle del Mocotíes; conocida por muchos como “La Atenas de Venezuela” y “Cuna del Arte Merideño”.

## Antecedentes
La historia de Tovar, remonta desde el siglo XV, ya que registros de 1558, revelan el encuentro de los colonos españoles con los aborígenes de la zona, sin embargo su historia citadina inicia el 19 de abril de 1850 con la promulgación de un decreto en el que se oficializa la creación de la "Villa de Tovar" hoy "Ciudad de Tovar", ciudad que en sus principios ocupó solo los espacios del centro, a los alrededores de la Plaza Bolívar y que poco a poco fue expandiéndose hasta los previos de las Haciendas "El Llano" y "El Hato", así como a las "Colinas de Don Teo" y "Los Higuerones" en sentido ascendente hacia la Villa de Bailadores, mientras que en sentido descendente y con dirección hacia Mora el crecimiento poblacional obligó a la ocupación de los previos de "Sabaneta" y "Quebrada Blanca", dando origen a la "Tovar Contemporánea" o la "Tovar del Siglo XX", sin embargo la dinámica poblacional ha llevado hoy a que la ciudad se expanda hacia territorios mas distantes del "Centro" como las aldeas de "El Peñón" y "San Diego" en dirección hacia la capital del Municipio Antonio Pinto Salinas, las aldeas de "San Pedro" y "El Amparo" en sentido hacia el Municipio Zea, las aldeas de "San Francisco" y "El Carrizal" con dirección hacia el Municipio Guaraque, e incluso ocupando territorios de la Población de La Playa perteneciente al Municipio Rivas Dávila cuya capital Bailadores fue en su momento el centro administrativo de esta creciente ciudad.

## División Político-territorial
La Ciudad de Tovar propiamente dicha está constituida por las parroquias Tovar, El Llano y San Francisco del Municipio Tovar, sin embargo, debido al crecimiento poblacional de los últimos años (2001-2011), esta urbe se ha expandido hasta abarcar los territorios de la Parroquia El Amparo (Municipio Tovar) y la Parroquia Gerónimo Maldonado (Municipio Rivas Dávila) conformando lo que llamamos Ciudad de Tovar o Conurbación de Tovar, siendo una de las pocas localidades del Mérida que ocupa poblacionalmente el 100% de sus parroquias, ya que Mérida ocupa 13 de las 15 parroquias del Municipio Libertador, mientras que El Vigía y Ejido ocupan 3 de las 7 parroquias de los municipios Municipio Alberto Adriani y Municipio Campo Elías respectivamente.
La Ciudad Tovar lo constituyen 5 Parroquias en su totalidad:
- 2 Parroquias Urbanas (Tovar, El Llano).

- 3 Parroquias Urbano-Rurales (El Amparo, San Francisco, Gerónimo Maldonado)

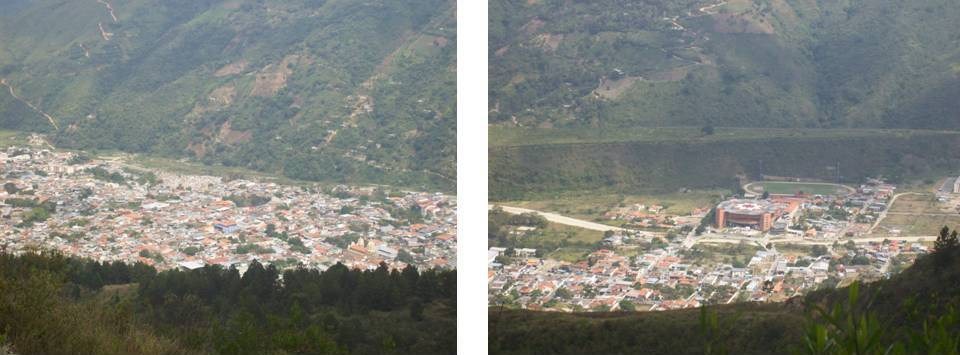
Derecha: Vista del Casco Central y Zona Baja de Tovar, Izquierda: Vista general de El Llano medio de Tovar.

### Parroquia Tovar
Es la parroquia más antigua y la mayor en extensión del municipio Tovar, con 18.151 habitantes aproximadamente según el Censo 2011 del INE publicado en el año 2014, posee un carácter parcialmente urbano, en ella se erige el Casco Central e Histórico de Tovar, el cual es económicamente activo con abundante comercio formal e informal, cuenta con importantes espacios recreativos, culturales, deportivos y ecológicos, así como las sedes de las principales instituciones públicas y privadas de la ciudad, así mismo posee una gran extensión en la que se encuentran pequeñas aldeas, haciendas y terrenos con fines agrícolas y pecuarios., lo que nos lleva a dividirla en 2 grandes extensiones: Tovar Urbana y Tovar Rural.

#### Tovar (Urbana)

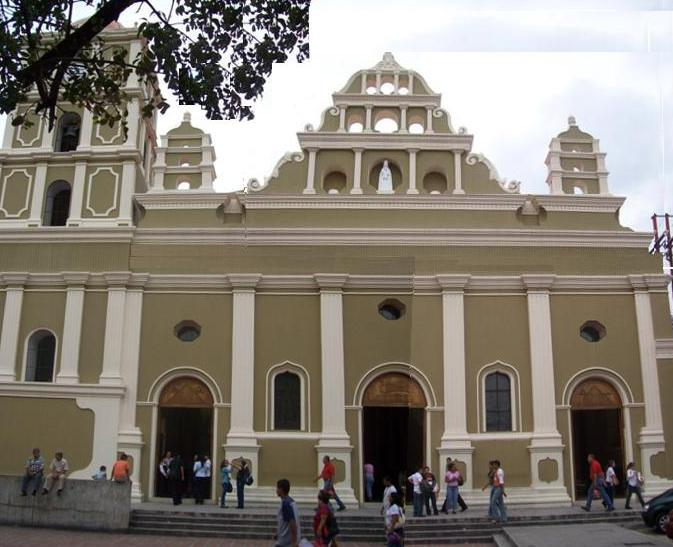
Santuario Diocesano de la Ciudad de Tovar

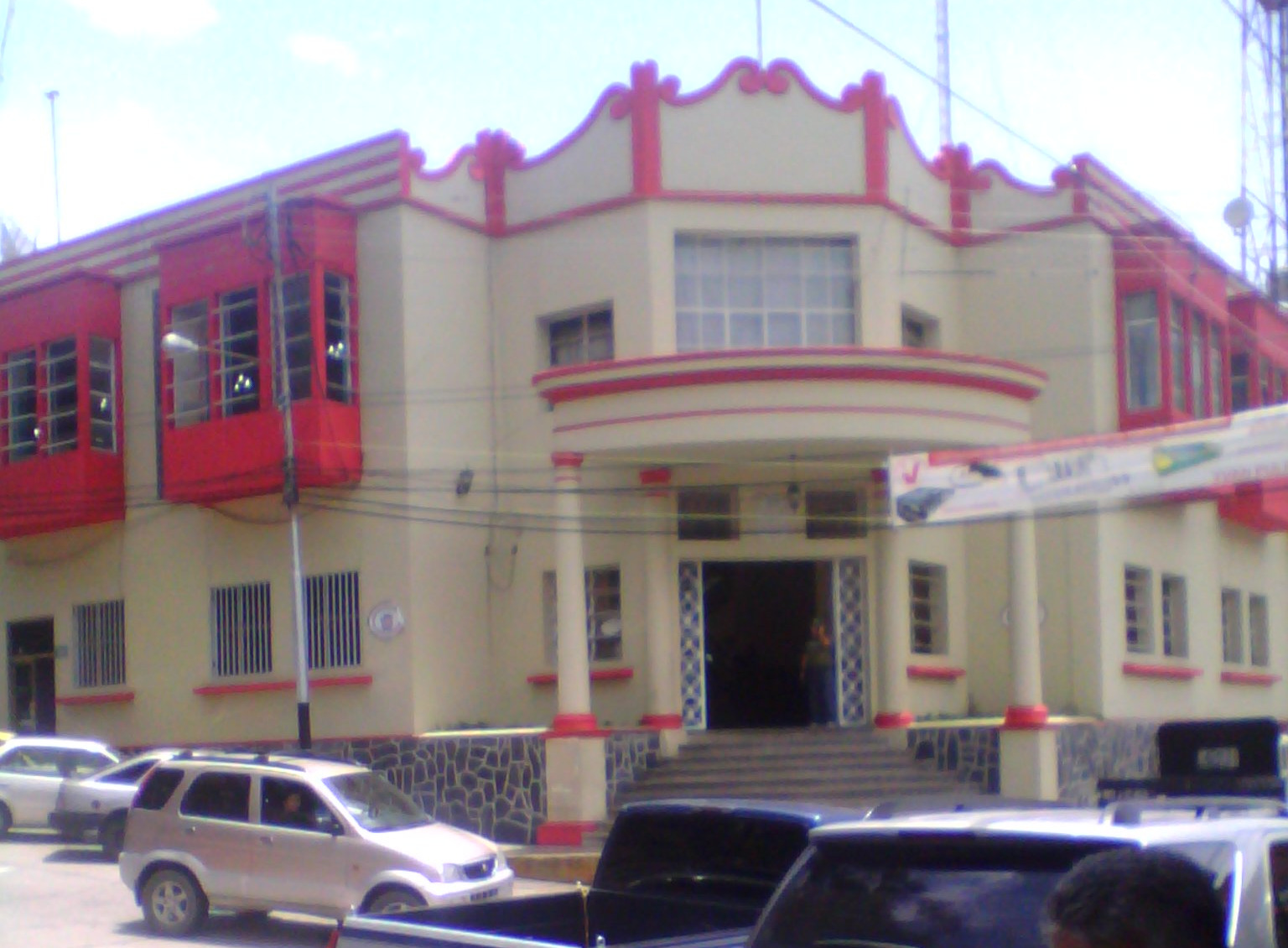
Ayuntamiento Municipal, sede de los poderes públicos de la ciudad

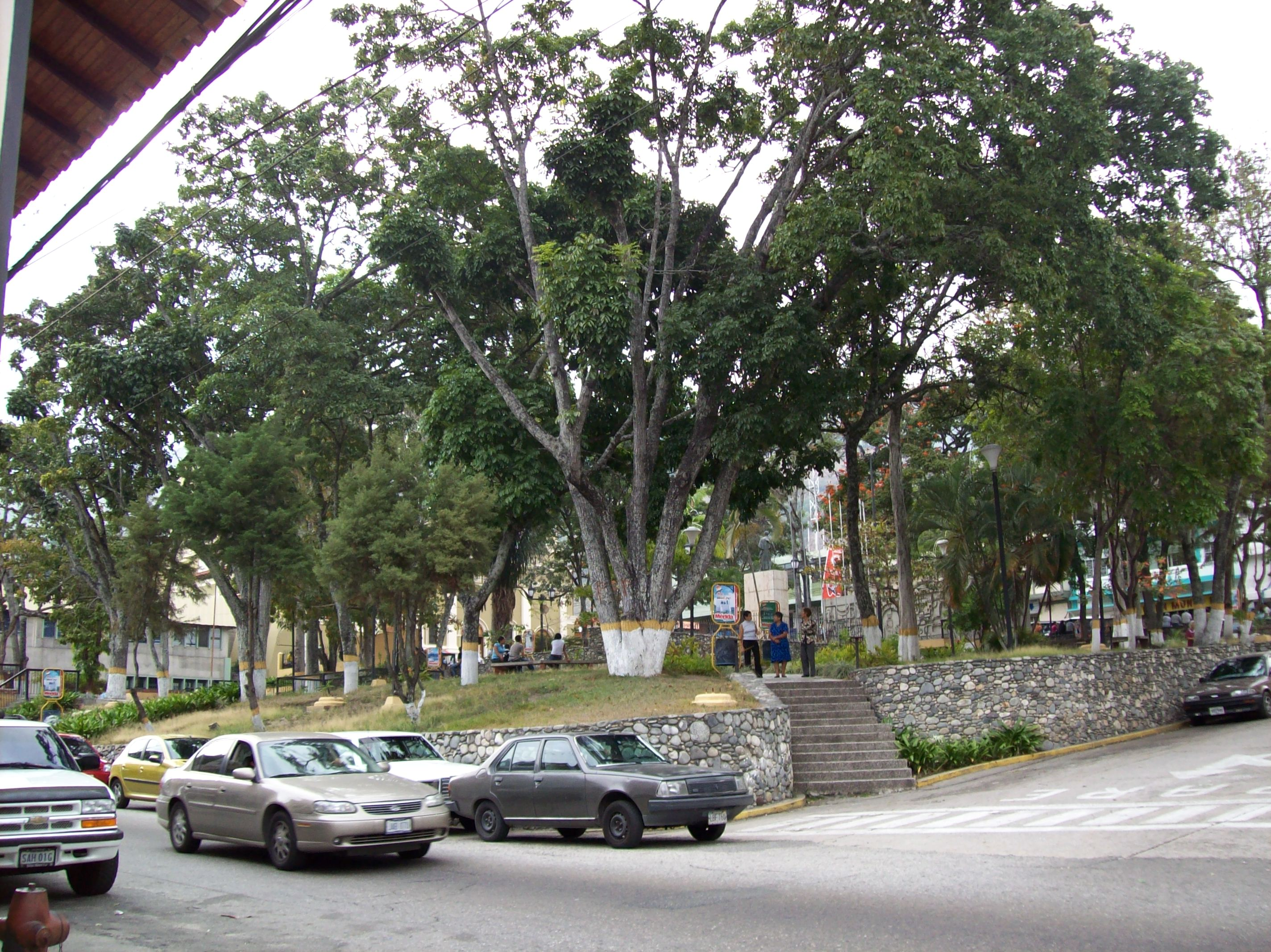
Vista de la Plaza Bolívar de Tovar

Esta extensión está constituida por un pequeño territorio con una alta densidad poblacional, la cual ha crecido alrededor del denominado "Centro" de la ciudad en donde se encuentran entre otras instituciones y edificaciones la Plaza Bolívar Principal, el Santuario Diocesano de Nuestra Señora la Virgen de Regla y el Ayuntamiento Municipal, este último, sede de los poderes ejecutivo, legislativo y moral del municipio. Urbanísticamente podemos subdividirla en 3 grandes sectores: El Corozo, El Añil y Sabaneta, los cuales se conforman por barrios y urbanizaciones de diferentes características.
El Añil: zona baja del centro, constituida por una de las zonas más antiguas de la ciudad, la cual es atravesada por las carreras 1, 2, 3 y 4 desde las calle 1 hasta la calle 8, sumando a esta las principales avenidas de Tovar como lo son la Avenida Claudio Vivas, la Avenida Cristóbal Mendoza y gran parte de la Avenida Cipriano Castro; dentro de este sector encontramos barrios como "Brisas del Mocotíes", "El Boullevard" y "El Matadero", así como la Urbanizaciones "Las Vegas del Mocotíes" y "El Arado".
En este sector se encuentran las sedes de instituciones como: el Ayuntamiento Municipal, el Destacamento de la Guardia Nacional Bolivariana, el estacionamiento del I.N.T.T., la Comisaria Policial Regional Nº 3, el Cuerpo de Bomberos Regionales, la Cooperativa Corandes, la Notaria Pública Municipal, la Sede de CORPOELEC, la central de averías y reparaciones de CANTV, así como el 66% de las entidades bancarias, de igual manera allí podemos encontrar el Cementerio Municipal, el Centro Cultural "Elbano Méndez Osuna", el Mercado Municipal, el Terminal de Pasajeros "Don Rafael Vivas", el Ateneo "Jesús Soto", la Biblioteca Pública "Julia Ruíz", la sede provisional de la Universidad de los Andes y la Oficina de Apoyo Tovar de la Universidad Nacional Abierta.
El Añil cuenta con espacios recreativos como: el Parque Carabobo, la Plaza de la Municipalidad, la Plaza de Los Artistas Tovareños, la Plaza El Campesino y la Plaza Bolívar Principal, así mismo en ella se encuentran diferentes espacios deportivos como el Estadio "Julio Santana de León" dedicado a la práctica de béisbol, softbol y kickingbol, y el Gimnasio Múltiple "Monseñor Pulido Mendez" para la práctica de Voleibol, Baloncesto y fútbol sala.
El Corozo: geográficamente lo comprenden las zonas altas del centro, constituida por una de las barriadas más antiguas de Tovar, la cual es atravesada por las carreras 5.ª, 6.ª, 7.ª, 8.ª, 9.ª y la Calle Colombia, desde la calle 1 hasta la calle 9, a la cual se le anexan parte de la carretera Tovar-Zea; principalmente es un sector residencial conformadas por los barrios "Hoyo Caliente", "La Caja del Agua", "Pie de Páramo", "La Cruz de la Misión", "Alberto Carnevalli A", "Calle Colombia" y "San Martín", a la cual se le incluyen el barrio "Monseñor Moreno" y las Urbanizaciones "La Arboleda" y "José María Vargas".
En el Corozo se encuentran las principales instituciones médicas de carácter privado como lo son: el Centro de Especialidades Médicas C.A. "CEMCA", el Grupo Médico Roa y la Policlínica Tovar, así como los centros de salud públicos: C.D.I. "Giandoménico Pulitti" y el S.R.I. "Don Pedro Gil" de la misión Barrio Adentro II.
En el corozo también se encuentra la sede de Banco Bicentenario.
Sabaneta: es el sector más amplio territorialmente, y separa el centro de la ciudad con la zona rural de la Parroquia Tovar, urbanísticamente es el sector menos planificado, debido al crecimiento acelerado de dicha urbe, atravesado por la Carrera 3 (BIS), la Carrera 4.ª (BIS), entre otras arterias viales menores y delimitado por parte de la Avenida Cipriano Castro, conformado por grandes barrios como: "Alberto Carnevalli B", "Wilfrido Omaña", "La Meseta", "Las Acacias", "Bicentenario", "Ramona Soto", "Santa Elena", "Quebrada Blanca", "La Gruta" y la "Calle San Benito", así como Urbanizaciones como: "Santa Eduviges", "Gumersindo Rojas", "Rómulo Gallegos", "Estadio Viejo" y "Villa Dignidad".
Este sector posee una actividad comercial menor producto del reciente desplazamiento económico del centro o descentralización económica de Tovar, producto de las pequeñas casa comerciales que hoy se encuentran en ellas, como bodegas, supermercados, carnicerías, autorepuestos, talleres mecánicos, tiendas de ropa, licorerías, entre otros. En él se encuentran instituciones como la Cooperativa Corandes, la Estación de Servicio de PDVSA, la planta de llenado de Tovar-GAS y la sede central de la Sub-delegación Tovar del C.I.C.P.C., así como el Ambulatorio Urbano tipo I "Las Acacias" y la Biblioteca Pública del mismo nombre.

#### Tovar (Rural)
La zona rural de la Parroquia Tovar está constituida por la extensión territorial dedicada a las prácticas de la actividad agrícola y pecuaria, en la cual la ocupación habitacional es menor, se encuentra en las afueras del casco urbano conformada por las aldeas de Buscatera, Palo Cruz, Santa Bárbara, La Jabonera, Cucuchica, El Peñoncito, El Peñón, San Diego, El Cácique, Villa Socorro, El Totumal, la Armenia, Las Cruces, San Pedro, Siloé y Pata de Gallina, todas estas con una distribución geográfica distante una de la otra, destacando 3 zonas como lo son: San Diego-El Peñón, La Jabonera-Cucuchica y San Pedro.
San Pedro: destaca por ser la Aldea más grande poblacionalmente, a diferencia de las otras 2 mencionadas que constituyen una pequeña conurbación entre ellas.
San Diego-El Peñón: este pequeño sector está constituido por 2 aldeas que han debido a su cercanía y ocupación poblacional representan una pequeña conurbación, en la cual existe actividad baja económica comercial debido a la presencia de tiendas de artículos de primera necesidad, bodegas, peluquerías, carnicerías, panaderías, fruterías, venta de comidas rápidas, entre otras, así como la presencia de una estación de Servicio de Gasolina, posee escuelas de primer y segundo nivel de educación y templo religioso.
La Jabonera-Cucuchica: esta amplia zona está destinada a la construcción de lo que sería un importante sector para el desarrollo económico, cultural, educativo, político, deportivo y habitacional de Tovar, ubicado en la periferia de la ciudad en medio de los sectores Sabaneta y San Diego-El Peñón, en ella se tiene planificado la edificación de 2 complejos educativos: La Ciudadela Universitaria del Núcleo "Valle del Mocotíes" de la Universidad de los Andes y la Ciudadela "Gian Domenico Puliti" conformado por la Oficina de apoyo Tovar de la Universidad Nacional Abierta, la Extensión Tovar de la Universidad Nacional Experimental Politécnica de la Fuerza Armada Bolivariana y la Aldea Universitaria Tovar de la Universidad Bolivariana de Venezuela  en las Antiguas Haciendas de Cucuchica y la Jabonera respectivamente. En este sector también se tiene planificado la construcción de un complejo habitacional para 40 familias promedios el cual estimaría una ocupación inicial de 174 habitantes.

### Parroquia El Llano
Es la segunda parroquia más grande del Municipio con 16.280 habitantes aproximadamente, tiene carácter urbano y forma parte del casco de la Ciudad, esta parroquia tiene poca actividad comercial en comparación con la zona urbana de la parroquia Tovar, a consecuencia de su alta condición residencial, urbanísticamente la podemos subdividir en 3 sectores: Llano Bajo, Llano Medio y Llano Alto.
Llano Bajo: es el sector más próximo al centro de la ciudad, posee una alta actividad comercial debido a la presencia de tiendas de ropa, farmacias, ventas de autorepuestos, talleres mecánicos, supermercados, restaurantes, entre otros pequeños comercios, además de la sede del Banco de Venezuela, al igual que toda la parroquia es atravesada por la Avenida Táchira, principal arteria vial de la misma, la cual la comunica con la parroquia Tovar, además de la Avenida Domingo Alberto Rangel la cual forma una red vial perimetral junto a la Avenida Johan Santana, de igual forma es atravesada por arterias viales como: la calle principal de Jesús Obrero y la vialidad interna entre Los Limones y Las Colinas.
Se constituye por las urbanizaciones "Cristo Rey" y "Jesús Obrero", así como por los barrios "La Lagunita", "La Terraza", "Los Limones", "Las Colinas", "Los Pinos", "Las Colinitas" y "El Arado", todas ubicadas alrededor de la Plaza Sucre o Plaza "El Llano", esta subdivisión territorial cuenta también con dos importantes parque recreacioanles: El Parque Infantil "Las Colinas" y el Parque Biosaludable "Cristo Rey", ambos cuenta con un mirador en donde se detalla toda la ciudad.

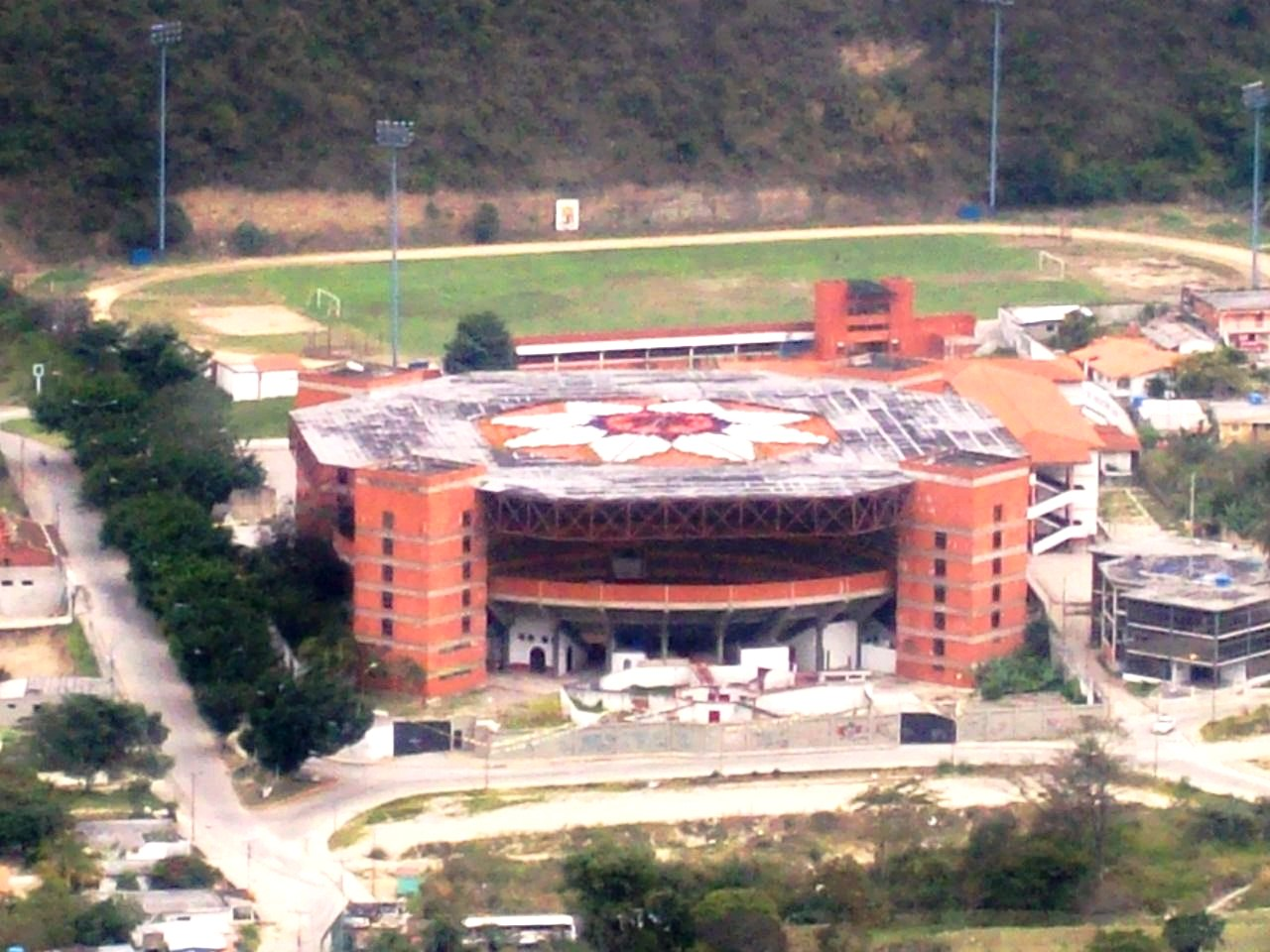
Plaza de Toros y Estadio Olímpico de Tovar

Llano Medio: este sector posee muy poca actividad comercial, siendo de mayormente de carácter recreacional, deportivo y administrativo, además de residencial, destaca por ser sede del Complejo Cultural y Recreacional “Claudio Corredor Muller”, el cual posee 5 hectáreas de extensión, en donde encontramos instalaciones como: el Estadio Olímpico Municipal “Ramón Chiarelli”, la Piscina Olímpica “Teresita Izaguirre”, la Biblioteca de los niños actual infocentro y sede de Fundacite-Mérida, el Anfiteatro Juan Eduardo Ramírez, el Liceo Bolivariano "José Nucete Sardi" y la Plaza de Toros de Tovar también llamada “Coliseo el Llano” con capacidad para 9.000 espectadores, este último funge como centro cultural y multipróposito en el cual se encuentra la sede de instituciones públicas del estado como la sede del I.N.T.T., la Prefectura Civil de las Parroquias El Llano y San Francisco, la oficinas para el Valle del Mocotíes de FUNDECEM, FOMVISS, COREALSA y FUNDACOMUNAL, así como instituciones culturales como el Museo de Arte "José Lorenzo de Alvarado", la Orquesta Sinfónica Juvenil de Tovar, miembro de la Orquesta Sinfónica del Estado de Mérida, la Comisión Taurina Municipal de Tovar, el Museo Histórico y Taurino de Tovar y la sede del Sistema de Equinoterapia "Simón Bolívar" en Tovar.
Esta subdivisión de la Parroquia El Llano está conformada por las urbanizaciones "El Coliseo", "Rosa Inés", "La Galera" y "Claudio Vivas", así como los barrios "El Chimborazo", "Virgen del Carmen", "Los Naranjos" y "Vista Alegre", siendo este último el más denso poblacionalmente y en el que existe mayor actividad comercial. Su vialidad depende principalmente de la Avenida Táchira y la Avenida Johan Santana, las cuales la comunican con Llano Alto y Llano Bajo.

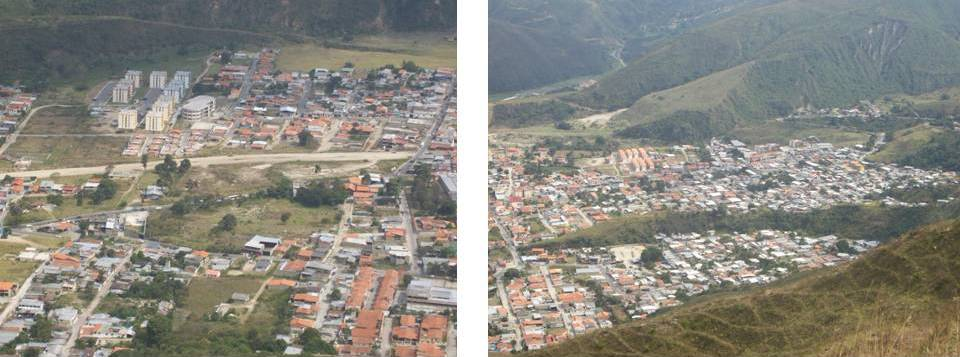
Derecha: Sector Vista Alegre, Los Naranjos y la Galera. Izquierda: Sector Llano Alto y Quebrada Arriba. Vista de Tovar desde el Páramo

Llano Alto: geográficamente es el sector más distante del centro, limita con las parroquias San Francisco y Gerónimo Maldonado, está constituido por las barriadas más grandes del Llano como lo son: El Rosal y Quebrada Arriba, así mismo lo conforman urbanizaciones como "El Naranjal", "El Reencuentro", "Los Palos Grandes", "San José", "Los Educadores", "Mocotíes", "El Llano", "Gian Domenico Puliti" y "Llano Alto", además de pequeños subsectores como "El Bosque", "El Bordo", "El Hato", "17 de Julio", "Cuatro Esquinas", "El Volcán" y "Los Molinas", posee un actividad comercial emergente producto de la dinámica demográfica que gira alrededor del Hospital tipo II "San José", principal centro asistencial de Tovar y del Valle del Mocotíes, el cual se encuentra en dicho sector.
En Llano Alto se encuentran las sede de medicina legal de la Sub-delegación Tovar del C.I.C.P.C. y la oficina del Grupo Antiextorsión y Secuestro de la Guardia Nacional Bolivariana, así como una importante cantidad de posadas y hoteles de la ciudad.

### Parroquia San Francisco
Es una entidad urbana y rural a la vez, ella constituye una pequeña parte del casco urbano de la Ciudad de Tovar como lo son los sectores Tacarica, Urb. Los Educadores y el Samán, sin embargo su principal asentamiento es la población de San Francisco la cual se encuentra a 10 minutos de la capital del municipio, a una levación de 1.500 m.s.n.m., por cua posee una temperatura más fresca que el centro urbano de Tovar, cuenta con una población de 1979 habitantes para el año 2011, es un sector netamente agrícola en el cual se cultivan diferentes rubros alimenticios (lo cual le confiere su carácter agrícola), aunque su principal y más importante producto es el típico "Chimó".
San Francisco se encuentra enclavada entre montañas, es un lindo y acogedor valle bañado por las cristalinas aguas de las quebradas: Las Aguaditas, Los pinos y El Encierro atravesándolo en toda su extensión para desembocar todos en el Río Mocotíes.
También lo forman las aldeas de La Puerta, El Encierro, Agua de Cedro, El Parchal y El Carrizal.
En ella podemos encontrar sitios de interés como: el Parque Recreacional "Agua Linda", el Centro Recreacional "Tacarica", el Club "El Reservista", Posada Turística "La Chicharronera" y el Cementerio "Jardines Valle de la Paz".

### Parroquia El Amparo

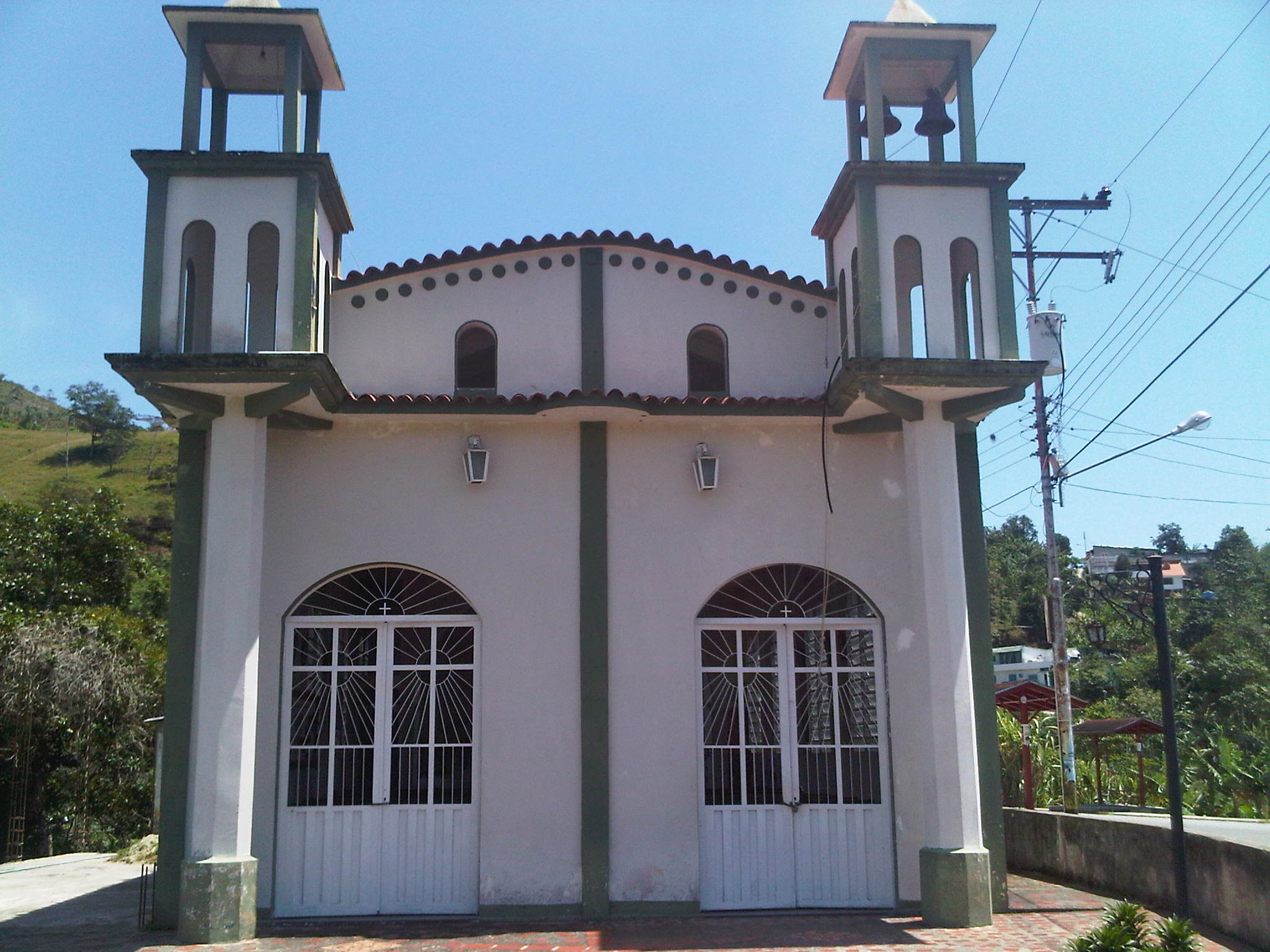
Iglesia de El Amparo

El Amparo es una parroquia venezolana, perteneciente al Municipio Homónimo Tovar del Estado Mérida, poseiendo una cantidad poblacional de 2045 habitantes según el censo de 2011, siendo esta la tercera parroquia más importante del municipio, después de las parroquias Tovar y El Llano. El Amparo posée un carácter urbano-rural y está conformado por comunidades como: La Cañada, El Tejar, La Florida, Las Vegas, San Antonio, Mariño, El Cambur, La Honda, San Pedro y El Amparo, siendo esta última la capital de dicha parroquia, formando parte del área metropolitana noroeste de la Ciudad de Tovar.
En esta parroquia destacan las Aldeas de El Amparo, La Honda y Mariño, la primera por ser el mayor centro comercial de la parroquia, la segunda por ser el mayor centro productivo de esta jurisdicción y la tercera por ser el principal centro turístico de la ciudad de Tovar, a consecuencia de encontrarse en medio del Parque nacional General Juan Pablo Peñaloza, en donde se encuentran atractivos naturales como "La Laguna Blanca".

### Parroquia Gerónimo Maldonado

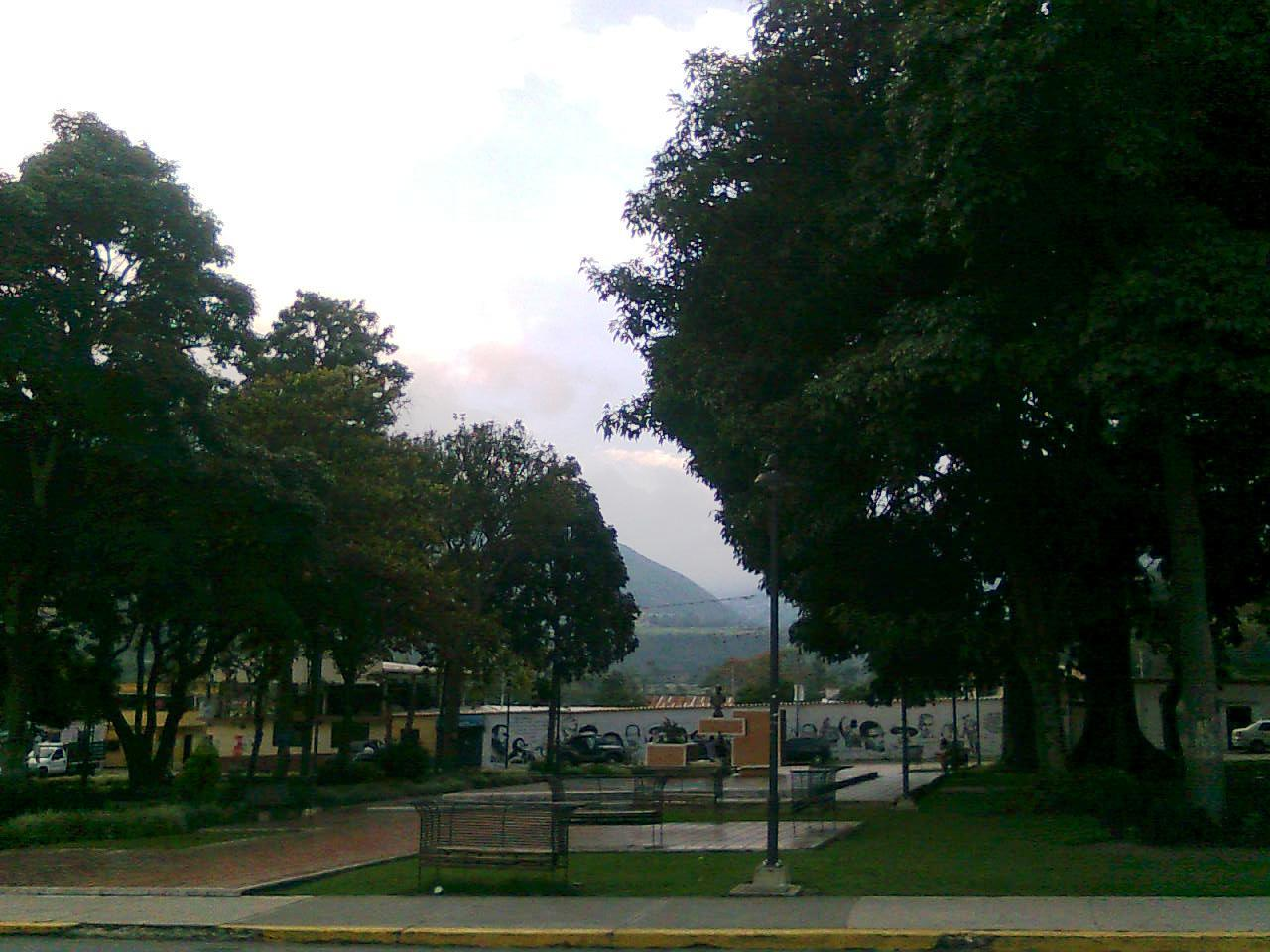
Vista de la Plaza Bolivar de la Población de la Playa, Valle del Mocotíes

Es una parroquia perteneciente al Municipio Rivas Dávila (entidad vecina al Municipio Tovar) que por motivos del crecimiento poblacional de la ciudad de Tovar hoy día conforma parte de su extensión; está constituida por la población de La Playa y las aldeas de el Rincón de la Laguna y el Potrero, es una entidad urbana y rural a la vez, ubicada a unos 10 minutos del centro de Tovar con un desnivel de 150m de este punto geográfico y cuenta con una población estimada en 3125 habitantes.
Urbanísticamente está constituida por los sectores: "Plaza Bolívar", "Las Delicias", "El Verde", "La Marina", "Cementerio", "El Volcán" y "Avenida Ribas Dávila", posee una pequeña actividad comercial producto de las tiendas de bienes y servicios que se encuentran en ella, como supermercados, ventas de repuestos, ventas de comidas rápidas, restaurantes, carnicerías, peluquerías, distribuidoras de productos agrícolas, ferreterías y tiendas de artículos de primera necesidad, así mismo tiene actividad productiva debido a la amplia cantidad de barbechos y viveros que hay allí.
Posee instituciones educativas de primer y segundo nivel, así como instalaciones deportivas multipropósito como lo es el estadio Polideportivo de la Playa, además en ella se encuentra la sede de la Prefectura y Registro civil de la parroquia y una subcomisaria de la Policía Regional.